# Lotageri, Muddebihal
Lotageri là một làng thuộc tehsil Muddebihal, huyện Bijapur, bang Karnataka, Ấn Độ.